# Chionaema chusanensis
Chionaema chusanensis là một loài bướm đêm thuộc phân họ Arctiinae, họ Erebidae.